# Oswaldo Brenes Álvarez

„Sende mir dein Licht und deine Wahrheit“, lautete der Wahlspruch von Bischof Brenes

Oswaldo Brenes Álvarez (* 5. August 1942 in Liberia, Costa Rica; † 11. Februar 2013) war ein costa-ricanischer Geistlicher und römisch-katholischer Bischof von Ciudad Quesada.

## Leben
Oswaldo Brenes Álvarez studierte von 1961 bis 1966 im Priesterseminar von Paso Ancho und empfing am 18. Dezember 1966 das Sakrament der Priesterweihe. Er war seelsorgerisch im Bistum Tilarán-Liberia tätig. 1991/92 absolvierte er ein theologisches Aufbaustudium an der Universidad Nacional de Costa Rica in Heredia und ein Studium der Religionspädagogik an der Universidad Católica de Costa Rica. Von 1994 bis 2006 lehrte er am Großen Seminar von San José und war dessen Vizerektor (1997–2000) und Studienrektor (2001–2003) sowie Rektor von 2003 bis 2006. 2007 wurde er Vikar in der Pfarrei Unserer Lieben Frau von den Engeln in Santa Cruz, Guanacaste, und Mitarbeiter der Abteilung für die Berufungen im Bistum. 2008 wurde er Generalvikar des Bistums Tilarán.
Papst Benedikt XVI. ernannte ihn am 19. März 2008 zum Bischof von Ciudad Quesada. Der Apostolische Nuntius in Costa Rica, Erzbischof Osvaldo Padilla, spendete ihm am 24. Mai desselben Jahres die Bischofsweihe; Mitkonsekratoren waren der Erzbischof von San José de Costa Rica, Hugo Barrantes Ureña, und der Bischof von Cartago, José Francisco Ulloa Rojas.
Nachdem sich der Gesundheitszustand des 70-Jährigen ab September 2012 dramatisch verschlechtert hatte, nahm Papst Benedikt XVI. am 31. Dezember 2012 sein krankheitsbedingtes Rücktrittsgesuch an.